# 伊利因斯基區

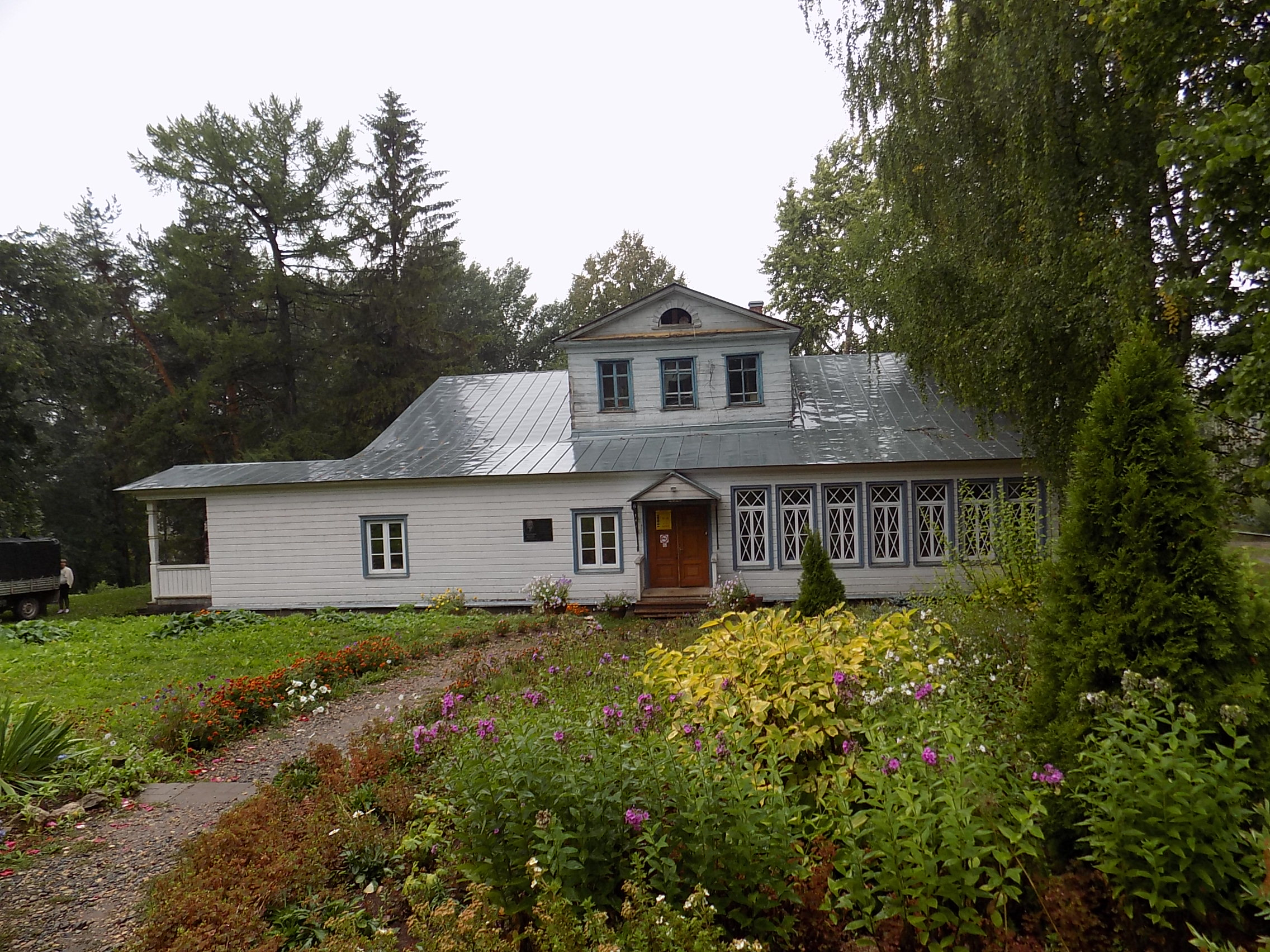

58°34′10″N 55°41′39″E / 58.56944°N 55.69417°E
伊利因斯基區（俄语：Ильинский район），是俄羅斯的一個區，位於該國中西部，由彼爾姆邊疆區負責管轄，始建於1923年12月，面積3,069平方公里，2010年人口19,634，人口密度每平方公里6.4人。